# اثر طبیعی ملی ایران

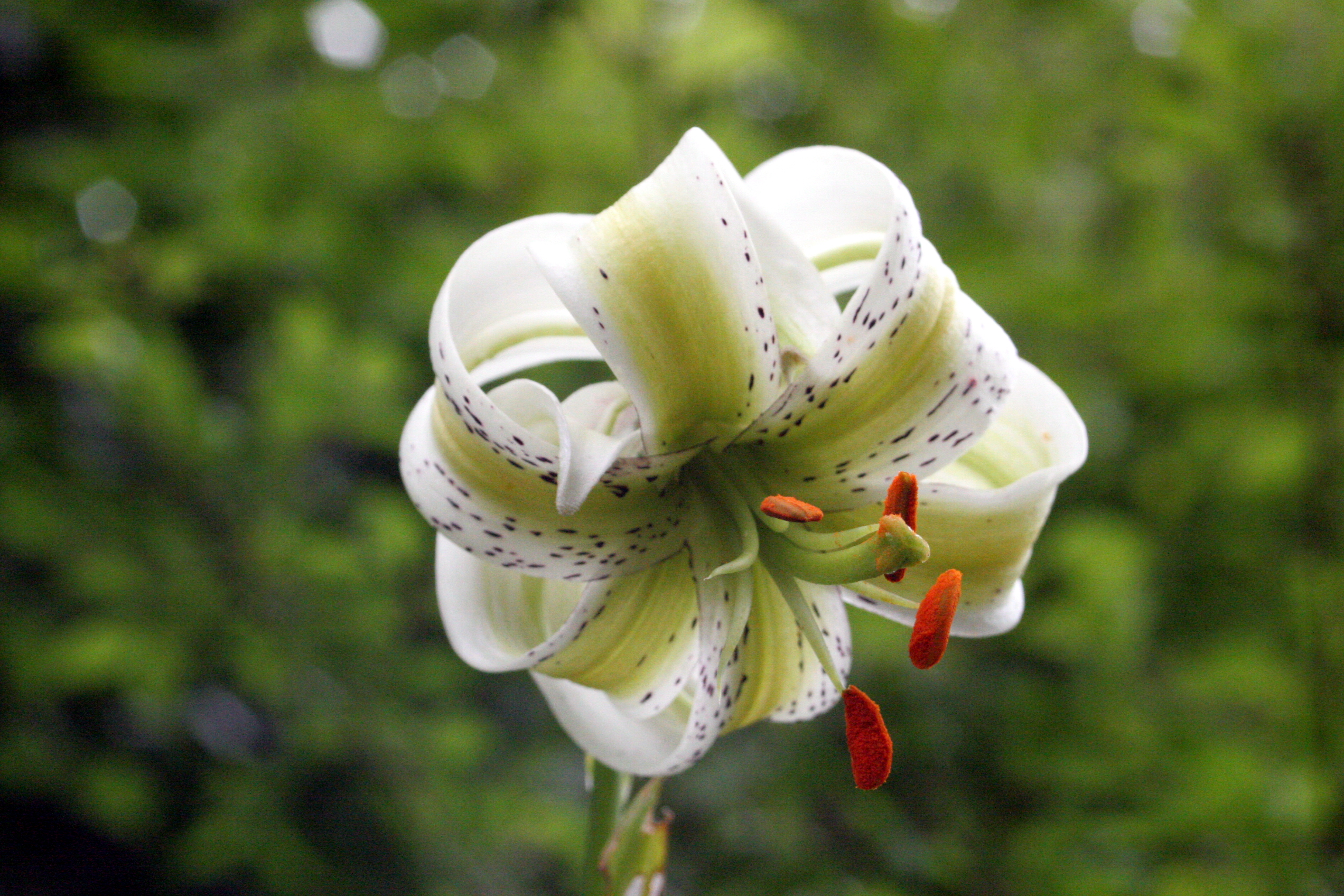
گل سوسن چلچراغ

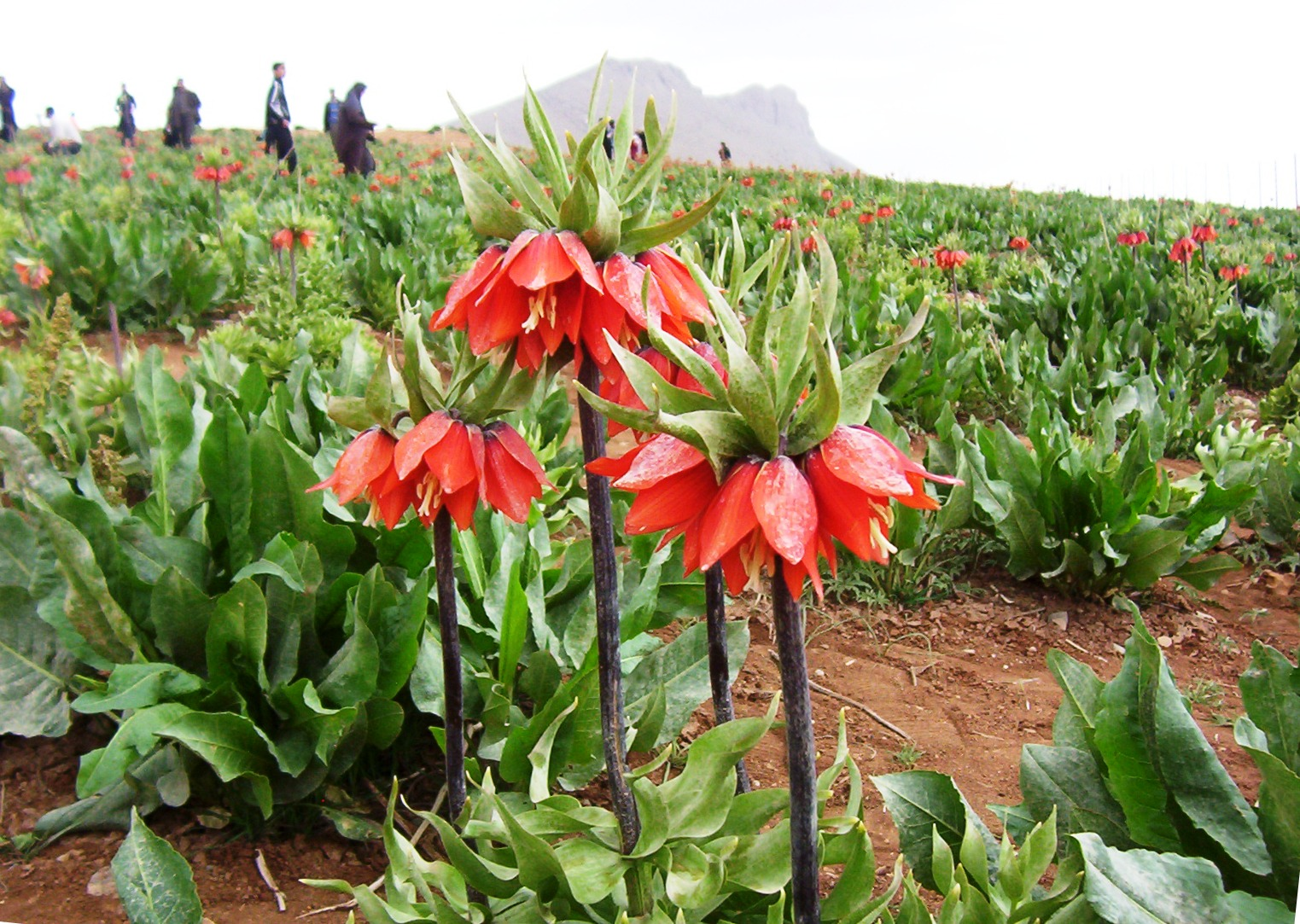
گل لاله واژگون بختیاری

اثر طبیعی ملی ایران از نظر مقررات سازمان محیط زیست ایران، پدیده‌های نمونه یا مجموعه‌های گیاهی و جانوری (زیست‌محیطی) نادر یا زمین‌چهرها و چشم‌اندازهای کم‌نظیر، ویژه و غیرقابل جایگزین هستند که از دیدگاه علمی، تاریخی یا طبیعی دارای ارزش حفاظتی باشند، اثر طبیعی ملی، با تعیین محدوده از آن‌ها حراست می‌شود.
اثر طبیعی ملی، یکی از مناطق چهارگانه حفاظت محیط زیست ایران می‌باشد.